# The Politician
The Politician is een Amerikaanse dramedyserie. Het eerste seizoen werd op Netflix uitgebracht op 27 september 2019 en telde acht afleveringen. Het tweede seizoen van zeven afleveringen werd uitgebracht op 19 juni 2020.

## Synopsis
Het eerste seizoen speelt zich af aan de fictieve Saint Sebastian High School in Santa Barbara. Payton Hobart, die er van droomt om ooit president van de Verenigde Staten te worden, wil eerst president van de studenten worden.
Het tweede seizoen speelde zich af in New York waar Payton het opneemt tegen gevestigde waarde Dede Standish voor een plaats in de senaat.

## Rolverdeling
Legenda
 = Hoofdrol
 = Bijrol
 = Gastrol
 = Geen rol
| Acteur/Actrice   | Personage        | S1 | S2 |
| ---------------- | ---------------- | -- | -- |
| Ben Platt        | Payton Hobart    | 8  | 7  |
| Zoey Deutch      | Infinity Jackson | 8  | 4  |
| Lucy Boynton     | Astrid Sloan     | 8  | 7  |
| Julia Schlaepfer | Alice Charles    | 8  | 7  |
| Laura Dreyfuss   | McAfee Westbrook | 8  | 7  |
| Theo Germaine    | James Sullivan   | 8  | 7  |
| Rahne Jones      | Skye Leighton    | 8  | 7  |
| Gwyneth Paltrow  | Georgina Hobart  | 7  | 5  |
| Jessica Lange    | Dusty Jackson    | 6  |    |
| Benjamin Barrett | Ricardo          | 7  | 1  |
| David Corenswet  | River Barkley    | 6  | 3  |
| Bob Balaban      | Keaton Hobart    | 5  |    |
| Judith Light     | Dede Standish    | 1  | 7  |
| Bette Midler     | Hadassah Gold    | 1  | 7  |